# Nguyễn Anh Dũng
Pour les articles homonymes, voir Nguyễn et Nguyễn Anh Khôi.
Dans ce nom vietnamien, le nom de famille, Nguyễn, précède le nom personnel.
Nguyễn Anh Dũng est un joueur d'échecs vietnamien né le 11 mars 1976. Grand maître international depuis 2001, il a remporté cinq fois le championnat du Vietnam (en 1993, 1995, 1997, 2005 et 2006).
Au 1er octobre 2016, il est le numéro quatre vietnamien avec un classement Elo de 2 482.
Nguyễn Anh Dũng a représenté le Vietnam lors de dix olympiades de 1990 à 2010, remportant une médaille d'argent individuelle au deuxième échiquier en 2010.
Lors du Championnat du monde de la Fédération internationale des échecs 2001-2002, il fut éliminé au deuxième tour par Vladislav Tkachiev après avoir éliminé au premier tour Sergueï Roublevski.
Il a remporté les tournois de :
- Melbourne 1996 ;
- Budapest, en 1999 (février) , 2000 (avril, juin et août) ;
- Budapest, tournoi Elekes, en 2000 ;
- Manille (tournoi zonal) en 2001 ;
- Bombay 2003 (championnat open du Commonwealth, hors concours) ;
- Bangkok 2004 ;
- Dacca 2004.